# Раду Нор
Раду Нор (рум. Radu Nor, настоящее имя Йозеф Норберт Рудель Josef Norbert Rudel; 26 октября 1921, Черновцы — 16 апреля 2006, Петах-Тиква, Центральный округ) — румынский писатель

-фантаст.